# Boa Entrada (Republika Zielonego Przylądka)
Boa Entrada – miejscowość w Republice Zielonego Przylądka, na wyspie Santiago, w concelho Santa Catarina, 2,5 km na północ od miasta Assomada. Miejscowość liczy 1119 mieszkańców. W Boa Entrada znajduje się rzymskokatolicki kościół św. Katarzyny. 
W miejscowości znajduje się puchowiec pięciopręcikowy (port. sumaúma lub mafumeira) o wysokości 25 m, który jest jedną z atrakcji turystycznych wyspy Santiago.  